# 丁立鈞
丁立鈞（1854年—1902年），字叔衡，號恆齋、雲樵，江蘇省鎮江府丹徒縣人。清朝政治人物，進士出身。

## 生平
光緒六年（1880年），参加庚辰科殿試，登進士二甲第14名。同年五月，改翰林院庶吉士。光緒九年四月，散館，授翰林院編修。光绪二十二年，山东沂州府知府。光緒十五年（1889）順天鄉試同考官，十七年（1891）湖南鄉試副考官。二十四年（1898）因病辭官，次年出任江陰南菁書院山長。
辑《南菁講舍文鈔》（又《南菁文钞》）十六卷（光绪二十七年（1901）刊）、《昭代尺牘小傳續集》。为进士胡俊章所辑《春明诗课汇选》参校。善左手书画，与郑孝胥合作书法绘画《山林秋色图》。

## 家庭
- 父道光三十年进士丁绍周，浙江學政、光禄寺卿，著有《蜀游草詩集》、《浮玉山房試帖》。
- 胞兄同治十年（1871）进士丁立瀛，礼部掌印给事中、顺天府府丞、江蘇全省高等學堂（原江陰南菁書院）總教習。
- 堂兄同治七年（1868）進士丁立干，雲南學政、詹事府詹事。
- 家族有清末民初藏书家丁传靖。